# اندیس رود کمیس
رود کمیس یک اندیس فلزی است که در حوالی شهر جغتای استان خراسان قرار دارد و مادهٔ معدنی موجود در آن، کرومیت است.  